# アルマース造船会社
座標: 北緯59度57分39秒 東経30度15分08秒 / 北緯59.96083度 東経30.25222度

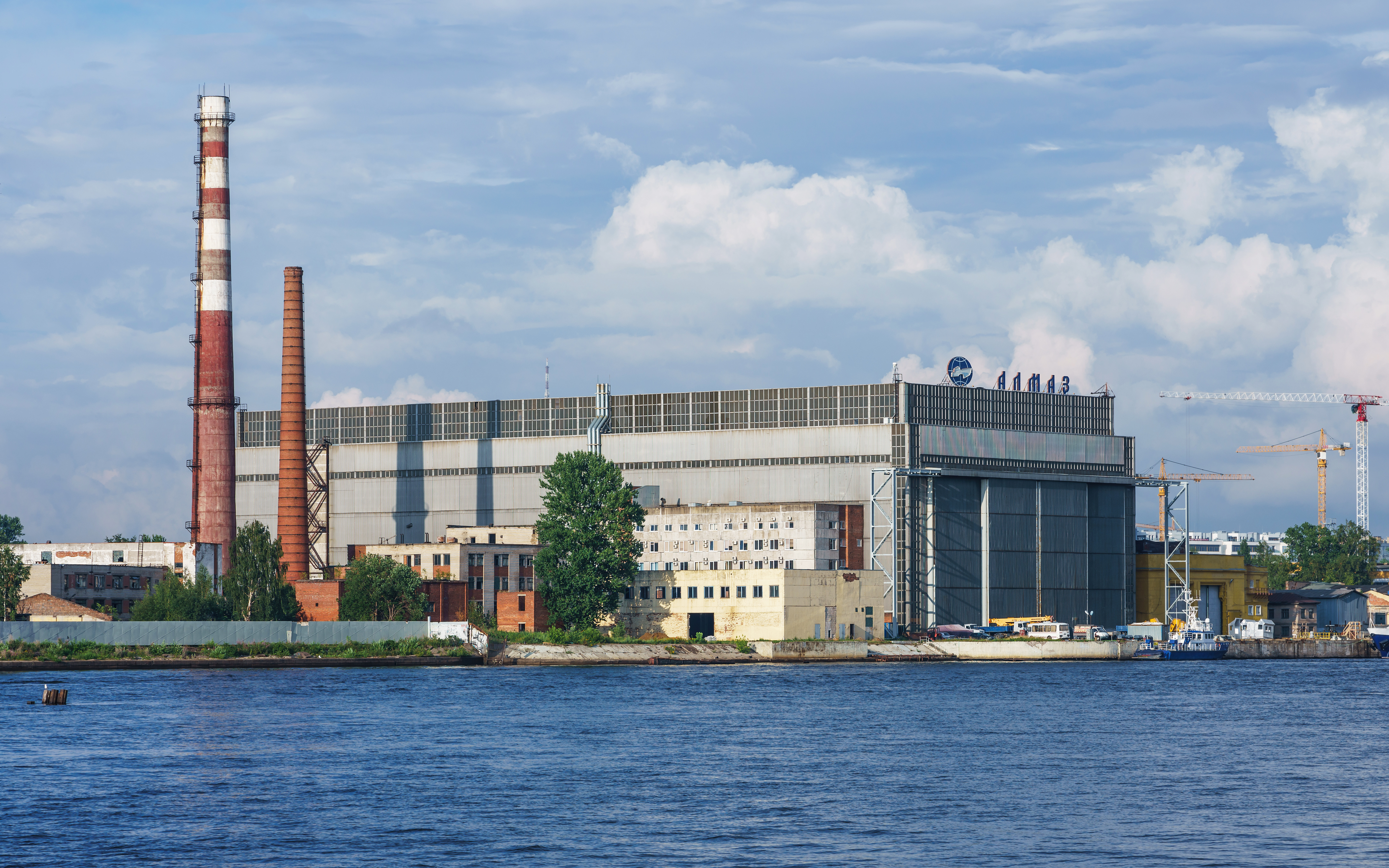
サンクトペテルブルクにある本社の外観（2018年）

アルマース造船会社（アルマースぞうせんかいしゃ、ロシア語: Судостроительная фирма(СФ) «АЛМАЗ»）旧称・プリモルスキー造船所（ロシア語：«Приморский судостроительный завод»）は、ロシア連邦にある造船会社である。名前の「アルマース」は、ロシア語で「ダイヤモンド」を意味する。

## 社歴
1931年初め、国家統合政治保安部（OPGU）が洋上での国境警備を行うための艦艇を建造するOPGUモルポグラノフラニー造船所（ロシア語：Морпогранохраны ОГПУ）を建設する決定が下った。2月23日、レニングラード市行政委員会はモルポグラノフラニー造船所の建設に法令番号021-38を割り当て、7月5日、ソ連国家計画委員会は建設のための資金の供出を決定した。造船所の建設は急ピッチで進み、1933年2月には造船所の開業に先立ち最初の警備船の建造が始まった。1933年5月1日の造船所の開業式には、ソ連共産党のレニングラード地域委員会第一書記の地位にあったセルゲイ・キーロフも出席した。
造船所は開業以来、所属の変更などにより何度も名称が変更された。1939年には、内務人民委員部第5工場（ロシア語：Завод No.5）に名称が変更された。1941年3月には、ソ連造船工業人民委員会に移管され、ソ連造船工業人民委員会第5工場に改称した。 1946年、人民委員会議が省庁制に移行したため、工場の所属も造船工業省に移った。1966年に造船所にレニングラード・プリモルスキー造船所の名称が与えられた。1970年にアルマース中央海洋設計局とネフスキー海洋工場との合併の結果、生産技術会社アルマース（ロシア語：ПТО «Алмаз»）に統合されたが、1974年以降は生産会社アルマース（ロシア語：ПО «Алмаз»）に再改称された。ソビエト連邦の崩壊前後にアルマース中央設計局が統合から離脱したことに伴い数回改称された。1993年7月1日に民営化されて、公開株式会社アルマース造船会社（ロシア語：АООТ «СФ «Алмаз»）となった後、1996年7月12日に公共株式会社アルマース造船会社（ロシア語：ОАО «СФ «Алмаз»）に変更された。

## 工場
サンクトペテルブルクの中心部、フィンランド湾近くのペトロフスキー島に敷地面積165km2の造船所を有し、床面積5km2の工場がある。

## 事故
2018年4月11日、工場でガス爆発が発生し11人が負傷した。

## 主な製品
創業以来、小型艇やホバークラフトの建造を専門としている。

### 駆潜艇
- クロンシュタット型駆潜艇（ロシア語版、英語版）

### ミサイル艇
- コマール型ミサイル艇
- オーサ型ミサイル艇
- ナヌチュカ型コルベット - 1234型（I型）の17隻中14隻、1234-Э型（II型）の10隻中3隻、1234.7型1隻、1234.1型（III型）の19隻中15隻。
- タランタル型コルベット - 1241型「R-5 カリニングラーツキイ・コムソモーレツ」、12411T型「R-255 キーロフスキイ・コムソモーレツ」「R-256 ポルターフスキイ・コムソモーレツ」「R-6」、12411型「R-46」。

### 哨戒船艇
- プルガ級哨戒船（ロシア語版、英語版）
- ルビーン級哨戒艇（ロシア語版、英語版） - 13隻中10隻。
- スヴェトリャク型哨戒艇 - 41隻中18隻。
- ソボール級哨戒艇（ロシア語版、英語版） - 21隻中19隻。

### エアクッション揚陸艦艇
- ポモルニク型エアクッション揚陸艦 - 17隻中9隻。
- レベッド型エアクッション揚陸艇
- アイスト型エアクッション揚陸艇 - 20隻すべて。
- グス型エアクッション揚陸艇 - 29隻中4隻。

### その他
- BCM250ソコル - 鉄道車両（共同製作）